# Éparchie de Bakou et d'Azerbaïdjan
L'éparchie de Bakou et d'Azerbaïdjan (en azéri: Bakı və Azərbaycan yeparxiyası) est une éparchie de l'Église orthodoxe russe, réunissant les chrétiens orthodoxes sur le territoire de l'Azerbaïdjan avec son centre à Bakou.

## Historique
L'orthodoxie commence à se répandre en Azerbaïdjan au XIXe siècle avec l'apparition de la population russe en Azerbaïdjan à la suite du transfert du territoire sur lequel se trouve l'Azerbaïdjan moderne de la Perse à la Russie en vertu du traité de Turkmanchay (1828).
- En mars 1917, après la chute de la monarchie, une réunion du clergé et des laïcs géorgiens proclame arbitrairement l'autocéphalie de l'Église géorgienne. Le 13 septembre 1917, le Vicariat d'Elizavetpol est créé avec son centre à Elizavetpol (aujourd'hui Gandja) - en tant que successeur du Vicariat de Bakou de l'Exarchat géorgien. Le vicariat comprenait des paroisses orthodoxes non géorgiennes sur le territoire des provinces de Bakou et d'Elizavetpol. *En mai-août 1918, Kirill (Smirnov), nommé métropolite de Tiflis et de Bakou, séjourne à Bakou car il lui était impossible d'arriver à Tiflis.
- En 1919, une éparchie « Caspienne de Bakou » indépendante est créée avec son centre à Bakou. Avec la mort de l'évêque Mitrofan (Polikarpov) de Bakou et de la mer Caspienne (9 décembre 1934), le siège de Bakou n’est pas remplacé.
- Dans les années 1920, les rénovateurs étaient actifs (depuis 1923, l'Azerbaïdjan faisait partie du district métropolitain transcaucasien rénovateur). Depuis 1934, l'Azerbaïdjan fait partie de l'éparchie de Stavropol.
- En 1936, la dernière église orthodoxe d’Azerbaïdjan se ferme. La renaissance de la vie ecclésiale commence après 1943.
- En 1944, les services reprennent dans la cathédrale de Bakou et dans d’autres églises.

Le dernier évêque qui porte le titre de « Stavropol et Bakou » est le métropolite Gédéon (Dokukin). En 1998, le Saint-Synode décide de séparer le doyenné de Bakou de la métropole de Stavropol et de créer une éparchie indépendante de Bakou. Le 28 décembre 1998, l'ecclésiastique de l’éparchie de Stavropol, doyen des paroisses orthodoxes d'Azerbaïdjan, l'archimandrite Alexandre (Ishchein), est nommé évêque de Bakou et de la mer Caspienne. Le 14 janvier 1999, il est consacré évêque.
Par décision du Saint-Synode du 22 mars 2011, les paroisses du territoire du Daghestan, qui faisait partie de l’éparchie de Bakou, sont attribuées à l’éparchie nouvellement formée de Vladikavkaz et Makhatchkala. La division en doyennés qui existait auparavant a été supprimée par une décision du Conseil éparchial dès 22 septembre 2022.

## Églises et paroisses
- Cathédrale des Saintes Femmes porteuses de myrrhe, ville de Bakou
- Cathédrale de la Nativité de la Bienheureuse Vierge Marie, Bakou
- Église Michel Archange, Bakou
- Temple Alexandre Nevski, Gandja
- Église Saint-Nicolas, Khatchmas
- Maison de prière en l'honneur de saint Séraphin de Sarov, Soumgaït
- Église de l'Intercession de la Vierge Marie, Lankaran

## Églises détruites
- Cathédrale Alexandre Nevski - Bakou
- Église Saint-Alexis, métropolite de Moscou - Bakou

## Prix éparchials
- Médaille de l'Apôtre Saint-Barthélemy[2],[3]